# Kannayakanahalli, Tirumakudal Narsipur
Kannayakanahalli là một làng thuộc tehsil Tirumakudal Narsipur, huyện Mysore, bang Karnataka, Ấn Độ.